# Atheetham
Atheetham là một bộ phim tiếng Malayalam của Ấn Độ năm 2007 do Devan Nair đạo diễn.

## Diễn viên
- Dathathreya trong vai Guru
- Rahul Easwar trong vai Anandan
- Manikandan Pattambi trong vai Kumaran / RK
- Irshad làm Giám đốc điều hành
- Krishnaprabha
- Ramya Nambeesan trong vai Amritha
- Thankamani trong vai mẹ của Thamburatti
- Urmila Unni trong vai Remadevi Thamburatti
- VK Sreeraman trong vai Tiến sĩ Joseph Titan
- Dinesh Nair trong vai Ramakrishnan